# Tercera División de España 1959-60
La temporada 1959–60 de la Tercera División de España de fútbol corresponde a la 23.ª edición del campeonato y se disputó entre el 13 de septiembre de 1959 y el 26 de junio de 1960.

## Sistema de competición
La Tercera División de España 1959-60 fue organizada por la Federación Española de Fútbol (RFEF).
El campeonato contó con la participación de 224 clubes divididos en catorce grupos. La competición siguió un sistema de liga, de modo que los equipos de cada grupo se enfrentaron entre sí, todos contra todos en dos ocasiones -una en campo propio y otra en campo contrario- sumando un total de treinta jornadas. El orden de los encuentros se decidió por sorteo antes de empezar la competición.
Se estableció una clasificación con arreglo a los puntos obtenidos en cada enfrentamiento, a razón de dos por partido ganado, uno por empatado y ninguno en caso de derrota. En caso de empate a puntos entre dos o más clubes en la clasificación, se tuvo en cuenta el mayor cociente de goles. 
Los primeros clasificados de cada grupo disputaron la Fase de Ascenso en sistema de eliminatorias a doble partido a partir de octavos de final. Los cuatro vencedores de los cuartos de final ascendieron a Segunda División.
Los segundos clasificados de cada grupo disputaron la Promoción de Ascenso en sistema de eliminatorias a doble partido a partir de octavos de final. Los cuatro vencedores de los cuartos de final se enfrentaron en otra eliminatoria a los decimoterceros y decimocuartos clasificados de los dos grupos de Segunda División para decidir ascenso o permanencia según el caso.
En todos los grupos hubo descensos directos a categoría regional.

## Clasificaciones

### Grupo I
| Pos. | Equipo                | Pts. | PJ | G  | E  | P  | GF | GC | Dif. | Clasificación                                            |
| ---- | --------------------- | ---- | -- | -- | -- | -- | -- | -- | ---- | -------------------------------------------------------- |
| 1    | Pontevedra C. F.      | 46   | 30 | 21 | 4  | 5  | 89 | 28 | +61  | Acceso a Promoción de ascenso para campeones de grupo    |
| 2    | Arsenal C. F.         | 40   | 30 | 18 | 4  | 8  | 60 | 35 | +25  | Acceso a Promoción de ascenso para subcampeones de grupo |
| 3    | Turista S. C.         | 39   | 30 | 15 | 9  | 6  | 56 | 34 | +22  |                                                          |
| 4    | Club Zeltia Deportivo | 39   | 30 | 17 | 5  | 8  | 74 | 48 | +26  |                                                          |
| 5    | C. D. Lugo            | 37   | 30 | 15 | 7  | 8  | 53 | 28 | +25  |                                                          |
| 6    | Arosa S. C.           | 33   | 30 | 13 | 9  | 8  | 49 | 37 | +12  |                                                          |
| 7    | Vivero C. F.          | 31   | 30 | 12 | 7  | 11 | 42 | 53 | −11  |                                                          |
| 8    | Flavia S. D.          | 30   | 30 | 13 | 4  | 13 | 54 | 58 | −4   |                                                          |
| 9    | Club Gran Peña        | 30   | 30 | 13 | 4  | 13 | 49 | 51 | −2   |                                                          |
| 10   | Corujo C. F.          | 28   | 30 | 11 | 6  | 13 | 42 | 54 | −12  |                                                          |
| 11   | Fabril S. D.          | 24   | 30 | 7  | 10 | 13 | 34 | 53 | −19  |                                                          |
| 12   | Órdenes S. D.         | 23   | 30 | 8  | 7  | 15 | 40 | 59 | −19  |                                                          |
| 13   | Club Santiago         | 23   | 30 | 7  | 9  | 14 | 38 | 53 | −15  |                                                          |
| 14   | Club Lemos            | 22   | 30 | 8  | 6  | 16 | 42 | 62 | −20  |                                                          |
| 15   | C. D. Juvenil (D)     | 19   | 30 | 8  | 3  | 19 | 34 | 76 | −42  | Descenso a Regional                                      |
| 16   | C. D. Cambados (D)    | 14   | 30 | 4  | 6  | 20 | 31 | 58 | −27  | Descenso a Regional                                      |

 Fuente: Fútbol Regional

### Grupo II
| Pos. | Equipo                         | Pts. | PJ | G  | E | P  | GF | GC  | Dif. | Clasificación                                            |
| ---- | ------------------------------ | ---- | -- | -- | - | -- | -- | --- | ---- | -------------------------------------------------------- |
| 1    | Caudal Deportivo               | 52   | 30 | 24 | 4 | 2  | 86 | 19  | +67  | Acceso a Promoción de ascenso para campeones de grupo    |
| 2    | C. P. La Felguera              | 47   | 30 | 22 | 3 | 5  | 95 | 30  | +65  | Acceso a Promoción de ascenso para subcampeones de grupo |
| 3    | U. D. El Entrego               | 38   | 30 | 18 | 2 | 10 | 80 | 43  | +37  |                                                          |
| 4    | C. D. Turón                    | 35   | 30 | 16 | 3 | 11 | 53 | 45  | +8   |                                                          |
| 5    | Club Langreano                 | 35   | 30 | 16 | 3 | 11 | 60 | 38  | +22  |                                                          |
| 6    | C. D. San Martín               | 34   | 30 | 13 | 8 | 9  | 70 | 49  | +21  |                                                          |
| 7    | Santiago de Aller C. F.        | 34   | 30 | 13 | 8 | 9  | 57 | 42  | +15  |                                                          |
| 8    | Luarca C. F.                   | 32   | 30 | 15 | 2 | 13 | 62 | 53  | +9   |                                                          |
| 9    | Club Calzada                   | 30   | 30 | 14 | 2 | 14 | 55 | 52  | +3   |                                                          |
| 10   | C. D. Praviano                 | 30   | 30 | 12 | 6 | 12 | 53 | 57  | −4   |                                                          |
| 11   | Club Siero                     | 25   | 30 | 8  | 9 | 13 | 50 | 63  | −13  |                                                          |
| 12   | Real Titánico                  | 24   | 30 | 10 | 4 | 16 | 55 | 65  | −10  |                                                          |
| 13   | Club Marino de Luanco          | 21   | 30 | 8  | 5 | 17 | 40 | 72  | −32  |                                                          |
| 14   | Pelayo C. F.                   | 21   | 30 | 9  | 3 | 18 | 41 | 70  | −29  |                                                          |
| 15   | C. Hispano de Castrillón (D)   | 18   | 30 | 7  | 4 | 19 | 49 | 91  | −42  | Descenso a Regional                                      |
| 16   | C. D. Santiago de Carbayín (D) | 4    | 30 | 0  | 4 | 26 | 22 | 139 | −117 | Descenso a Regional                                      |

 Fuente: Fútbol Regional

### Grupo III
| Pos. | Equipo                     | Pts. | PJ | G  | E  | P  | GF | GC | Dif. | Clasificación                                            |
| ---- | -------------------------- | ---- | -- | -- | -- | -- | -- | -- | ---- | -------------------------------------------------------- |
| 1    | Arenas Club                | 46   | 30 | 20 | 6  | 4  | 50 | 19 | +31  | Acceso a Promoción de ascenso para campeones de grupo    |
| 2    | Gimnástica de Torrelavega  | 40   | 30 | 19 | 2  | 9  | 53 | 33 | +20  | Acceso a Promoción de ascenso para subcampeones de grupo |
| 3    | C. D. Peña                 | 36   | 30 | 14 | 8  | 8  | 40 | 42 | −2   |                                                          |
| 4    | C. D. Galdácano            | 33   | 30 | 14 | 5  | 11 | 46 | 38 | +8   |                                                          |
| 5    | S. C. D. Durango           | 31   | 30 | 12 | 7  | 11 | 49 | 52 | −3   |                                                          |
| 6    | C. D. Guecho               | 30   | 30 | 12 | 6  | 12 | 63 | 55 | +8   |                                                          |
| 7    | S. D. Rayo Cantabria       | 30   | 30 | 13 | 4  | 13 | 40 | 43 | −3   |                                                          |
| 8    | S. D. Deusto-Universidad   | 30   | 30 | 12 | 6  | 12 | 42 | 50 | −8   |                                                          |
| 9    | C. D. Naval                | 29   | 30 | 11 | 7  | 12 | 47 | 48 | −1   |                                                          |
| 10   | C. D. Larramendi           | 28   | 30 | 9  | 10 | 11 | 38 | 40 | −2   |                                                          |
| 11   | Santoña C. F.              | 28   | 30 | 11 | 6  | 13 | 58 | 60 | −2   |                                                          |
| 12   | Club Erandio               | 28   | 30 | 11 | 6  | 13 | 53 | 51 | +2   |                                                          |
| 13   | Abanto Club (D)            | 27   | 30 | 10 | 7  | 13 | 34 | 41 | −7   | Descenso a Regional                                      |
| 14   | C. D. Laredo               | 26   | 30 | 11 | 4  | 15 | 37 | 42 | −5   |                                                          |
| 15   | S. D. Barreda Balompié (D) | 21   | 30 | 9  | 3  | 18 | 55 | 69 | −14  | Descenso a Regional                                      |
| 16   | Apurtuarte Club (D)        | 15   | 30 | 5  | 7  | 18 | 39 | 61 | −22  | Descenso a Regional                                      |

 Fuente: Fútbol Regional

### Grupo IV
| Pos. | Equipo               | Pts. | PJ | G  | E  | P  | GF  | GC | Dif. | Clasificación                                            |
| ---- | -------------------- | ---- | -- | -- | -- | -- | --- | -- | ---- | -------------------------------------------------------- |
| 1    | San Sebastián C. F.  | 51   | 30 | 23 | 5  | 2  | 104 | 26 | +78  | Acceso a Promoción de ascenso para campeones de grupo    |
| 2    | Real Unión de Irún   | 41   | 30 | 16 | 9  | 5  | 57  | 29 | +28  | Acceso a Promoción de ascenso para subcampeones de grupo |
| 3    | C. D. Vergara        | 36   | 30 | 16 | 4  | 10 | 76  | 72 | +4   |                                                          |
| 4    | C. D. Logroñés       | 34   | 30 | 14 | 6  | 10 | 56  | 43 | +13  |                                                          |
| 5    | C. D. Elgóibar       | 32   | 30 | 12 | 8  | 10 | 59  | 55 | +4   |                                                          |
| 6    | C. D. Mirandés       | 32   | 30 | 11 | 10 | 9  | 58  | 54 | +4   |                                                          |
| 7    | S. D. Eibar          | 31   | 30 | 11 | 9  | 10 | 66  | 63 | +3   |                                                          |
| 8    | S. D. Beasain        | 30   | 30 | 14 | 2  | 14 | 67  | 54 | +13  |                                                          |
| 9    | Tolosa C. F.         | 30   | 30 | 12 | 6  | 12 | 60  | 50 | +10  |                                                          |
| 10   | Villafranca U. C.    | 29   | 30 | 12 | 5  | 13 | 43  | 56 | −13  |                                                          |
| 11   | C. D. Alfaro         | 27   | 30 | 12 | 3  | 15 | 53  | 61 | −8   |                                                          |
| 12   | C. D. Vitoria        | 27   | 30 | 11 | 5  | 14 | 46  | 59 | −13  |                                                          |
| 13   | C. D. Iruña          | 26   | 30 | 10 | 6  | 14 | 35  | 46 | −11  |                                                          |
| 14   | C. D. Tudelano (D)   | 23   | 30 | 9  | 5  | 16 | 43  | 65 | −22  | Acceso a Promoción de permanencia                        |
| 15   | C. D. Anaitasuna (D) | 18   | 30 | 7  | 4  | 19 | 40  | 76 | −36  | Descenso a Regional                                      |
| 16   | C. D. Azcoyen (D)    | 13   | 30 | 4  | 5  | 21 | 26  | 80 | −54  | Descenso a Regional                                      |

 Fuente: Fútbol Regional

### Grupo V
| Pos. | Equipo                     | Pts. | PJ | G  | E | P  | GF | GC | Dif. | Clasificación                                            |
| ---- | -------------------------- | ---- | -- | -- | - | -- | -- | -- | ---- | -------------------------------------------------------- |
| 1    | U. D. Amistad              | 50   | 30 | 24 | 2 | 4  | 99 | 29 | +70  | Acceso a Promoción de ascenso para campeones de grupo    |
| 2    | Arenas S. D.               | 49   | 30 | 24 | 1 | 5  | 95 | 30 | +65  | Acceso a Promoción de ascenso para subcampeones de grupo |
| 3    | Atlético de Monzón         | 36   | 30 | 16 | 4 | 10 | 59 | 46 | +13  |                                                          |
| 4    | U. D. Fraga                | 33   | 30 | 14 | 5 | 11 | 57 | 53 | +4   |                                                          |
| 5    | Juventud C. F.             | 32   | 30 | 13 | 6 | 11 | 70 | 52 | +18  |                                                          |
| 6    | U. D. Jaca                 | 31   | 30 | 13 | 5 | 12 | 63 | 52 | +11  |                                                          |
| 7    | A. D. Sabiñánigo           | 31   | 30 | 13 | 5 | 12 | 58 | 63 | −5   |                                                          |
| 8    | C. D. Gallur (D)           | 29   | 30 | 14 | 1 | 15 | 64 | 54 | +10  | Descenso a Regional                                      |
| 9    | C. D. Ejea                 | 27   | 30 | 10 | 7 | 13 | 47 | 54 | −7   |                                                          |
| 10   | C. D. Calvo Sotelo Andorra | 27   | 30 | 11 | 5 | 14 | 60 | 66 | −6   |                                                          |
| 11   | C. D. Teruel               | 25   | 30 | 11 | 3 | 16 | 45 | 64 | −19  |                                                          |
| 12   | C. D. Calatayud            | 24   | 30 | 8  | 8 | 14 | 47 | 56 | −9   |                                                          |
| 13   | S. D. Triasú               | 24   | 30 | 10 | 4 | 16 | 45 | 64 | −19  |                                                          |
| 14   | C. D. Mequinenza           | 22   | 30 | 10 | 2 | 18 | 54 | 94 | −40  |                                                          |
| 15   | C. D. Numancia             | 20   | 30 | 8  | 4 | 18 | 49 | 95 | −46  |                                                          |
| 16   | C. D. Binéfar (D)          | 20   | 30 | 8  | 4 | 18 | 47 | 87 | −40  | Descenso a Regional                                      |

 Fuente: Fútbol Regional
Notas:
1. ↑  El C. D. Gallur renuncia a su plaza para la siguiente temporada, su puesto fue ocupado por el C. D. Numancia que había descendido de categoría.
2. ↑  A partir de la siguiente temporada la S. D. Triasú cambió su nombre a A. C. D. Tarazona.

### Grupo VI
| Pos. | Equipo                  | Pts. | PJ | G  | E | P  | GF | GC | Dif. | Clasificación                                            |
| ---- | ----------------------- | ---- | -- | -- | - | -- | -- | -- | ---- | -------------------------------------------------------- |
| 1    | C. D. Hospitalet        | 38   | 30 | 18 | 2 | 10 | 69 | 41 | +28  | Acceso a Promoción de ascenso para campeones de grupo    |
| 2    | C. D. Manresa           | 37   | 30 | 14 | 9 | 7  | 62 | 36 | +26  | Acceso a Promoción de ascenso para subcampeones de grupo |
| 3    | U. D. Sans              | 37   | 30 | 16 | 5 | 9  | 60 | 37 | +23  |                                                          |
| 4    | C. D. Mataró            | 36   | 30 | 16 | 4 | 10 | 70 | 51 | +19  |                                                          |
| 5    | C. F. Amposta           | 36   | 30 | 16 | 4 | 10 | 59 | 44 | +15  |                                                          |
| 6    | U. D. Lérida            | 33   | 30 | 15 | 3 | 12 | 67 | 51 | +16  |                                                          |
| 7    | U. D. Olot              | 33   | 30 | 14 | 5 | 11 | 60 | 58 | +2   |                                                          |
| 8    | C. F. Badalona          | 32   | 30 | 13 | 6 | 11 | 57 | 66 | −9   |                                                          |
| 9    | Gimnástico de Tarragona | 28   | 30 | 11 | 6 | 13 | 46 | 41 | +5   |                                                          |
| 10   | C. D. Europa            | 28   | 30 | 12 | 4 | 14 | 63 | 62 | +1   |                                                          |
| 11   | Gerona C. F.            | 27   | 30 | 12 | 3 | 15 | 44 | 42 | +2   |                                                          |
| 12   | C. D. San Andrés        | 27   | 30 | 10 | 7 | 13 | 48 | 62 | −14  |                                                          |
| 13   | C. D. Puigreig          | 26   | 30 | 11 | 4 | 15 | 51 | 66 | −15  |                                                          |
| 14   | Atlético Iberia         | 24   | 30 | 10 | 4 | 16 | 55 | 71 | −16  |                                                          |
| 15   | C. D. Tortosa           | 21   | 30 | 8  | 5 | 17 | 50 | 81 | −31  | Descenso a Regional                                      |
| 16   | U. D. Pueblo Seco       | 17   | 30 | 6  | 5 | 19 | 37 | 89 | −52  | Descenso a Regional                                      |

 Fuente: Fútbol Regional

### Grupo VII
| Pos. | Equipo              | Pts. | PJ | G  | E | P  | GF | GC | Dif. | Clasificación                                            |
| ---- | ------------------- | ---- | -- | -- | - | -- | -- | -- | ---- | -------------------------------------------------------- |
| 1    | U. D. Figueras      | 45   | 30 | 20 | 5 | 5  | 77 | 31 | +46  | Acceso a Promoción de ascenso para campeones de grupo    |
| 2    | C. D. Fabra y Coats | 39   | 30 | 15 | 9 | 6  | 59 | 39 | +20  | Acceso a Promoción de ascenso para subcampeones de grupo |
| 3    | C. D. Granollers    | 39   | 30 | 17 | 5 | 8  | 54 | 44 | +10  |                                                          |
| 4    | C. F. Gavá          | 36   | 30 | 14 | 8 | 8  | 81 | 72 | +9   |                                                          |
| 5    | C. D. La Cava       | 34   | 30 | 15 | 4 | 11 | 58 | 55 | +3   |                                                          |
| 6    | U. D. San Martín    | 33   | 30 | 14 | 5 | 11 | 65 | 50 | +15  |                                                          |
| 7    | C. D. Júpiter       | 33   | 30 | 13 | 7 | 10 | 64 | 61 | +3   |                                                          |
| 8    | U. D. Rapitense     | 32   | 30 | 14 | 4 | 12 | 58 | 65 | −7   |                                                          |
| 9    | A. D. C. Manlleu    | 30   | 30 | 12 | 6 | 12 | 60 | 53 | +7   |                                                          |
| 10   | U. D. Vich          | 29   | 30 | 11 | 7 | 12 | 54 | 48 | +6   |                                                          |
| 11   | C. F. Samboyano     | 29   | 30 | 12 | 5 | 13 | 68 | 69 | −1   |                                                          |
| 12   | U. D. Artiguense    | 27   | 26 | 11 | 5 | 10 | 70 | 65 | +5   |                                                          |
| 13   | C. F. Ripoll (D)    | 22   | 30 | 10 | 2 | 18 | 60 | 82 | −22  | Descenso a Regional                                      |
| 14   | C. D. Moncada       | 21   | 30 | 6  | 9 | 15 | 44 | 64 | −20  |                                                          |
| 15   | C. D. Sallent (D)   | 21   | 30 | 9  | 3 | 18 | 60 | 89 | −29  | Descenso a Regional                                      |
| 16   | C. D. Mercantil (D) | 10   | 30 | 4  | 2 | 24 | 36 | 81 | −45  | Descenso a Regional                                      |

 Fuente: Fútbol Regional

### Grupo VIII
| Pos. | Equipo                   | Pts. | PJ | G  | E | P  | GF | GC | Dif. | Clasificación                                            |
| ---- | ------------------------ | ---- | -- | -- | - | -- | -- | -- | ---- | -------------------------------------------------------- |
| 1    | C. D. Manacor            | 47   | 30 | 21 | 5 | 4  | 77 | 22 | +55  | Acceso a Promoción de ascenso para campeones de grupo    |
| 2    | C. D. Atlético Baleares  | 47   | 30 | 21 | 5 | 4  | 89 | 28 | +61  | Acceso a Promoción de ascenso para subcampeones de grupo |
| 3    | C. D. Atlético Ciudadela | 36   | 30 | 14 | 8 | 8  | 66 | 41 | +25  |                                                          |
| 4    | C. D. Menorca            | 36   | 30 | 15 | 6 | 9  | 57 | 46 | +11  |                                                          |
| 5    | U. D. Mahón              | 35   | 30 | 15 | 5 | 10 | 67 | 48 | +19  |                                                          |
| 6    | C. F. Sóller             | 33   | 30 | 13 | 7 | 10 | 53 | 55 | −2   |                                                          |
| 7    | U. D. Poblense           | 32   | 30 | 13 | 6 | 11 | 67 | 74 | −7   |                                                          |
| 8    | C. D. Alaró              | 30   | 30 | 13 | 4 | 13 | 61 | 69 | −8   |                                                          |
| 9    | C. D. Constancia         | 29   | 30 | 11 | 7 | 12 | 46 | 50 | −4   |                                                          |
| 10   | C. D. Cardessar          | 27   | 30 | 10 | 7 | 13 | 50 | 64 | −14  |                                                          |
| 11   | C. D. Soledad            | 25   | 30 | 11 | 3 | 16 | 60 | 68 | −8   |                                                          |
| 12   | C. D. Alayor             | 25   | 30 | 11 | 3 | 16 | 50 | 70 | −20  |                                                          |
| 13   | C. D. Murense            | 23   | 30 | 9  | 5 | 16 | 48 | 60 | −12  |                                                          |
| 14   | C. D. España (D)         | 21   | 30 | 9  | 3 | 18 | 37 | 61 | −24  | Descenso a Regional                                      |
| 15   | C. D. Felanich           | 18   | 30 | 6  | 6 | 18 | 40 | 65 | −25  |                                                          |
| 16   | C. D. Binisalem (D)      | 16   | 30 | 6  | 4 | 20 | 32 | 79 | −47  | Descenso a Regional                                      |

 Fuente: Fútbol Regional

### Grupo IX
| Pos. | Equipo                   | Pts. | PJ | G  | E | P  | GF | GC | Dif. | Clasificación                                            |
| ---- | ------------------------ | ---- | -- | -- | - | -- | -- | -- | ---- | -------------------------------------------------------- |
| 1    | C. D. Olímpico de Játiva | 43   | 30 | 18 | 7 | 5  | 81 | 33 | +48  | Acceso a Promoción de ascenso para campeones de grupo    |
| 2    | C. D. Castellón          | 43   | 30 | 18 | 7 | 5  | 56 | 24 | +32  | Acceso a Promoción de ascenso para subcampeones de grupo |
| 3    | C. F. Gandía             | 37   | 30 | 15 | 7 | 8  | 60 | 44 | +16  |                                                          |
| 4    | Onteniente C. F.         | 34   | 30 | 13 | 8 | 9  | 47 | 34 | +13  |                                                          |
| 5    | U. D. Alcira             | 33   | 30 | 14 | 5 | 11 | 53 | 53 | 0    |                                                          |
| 6    | C. D. Alcoyano           | 32   | 30 | 14 | 4 | 12 | 68 | 48 | +20  |                                                          |
| 7    | Catarroja C. F.          | 31   | 30 | 14 | 3 | 13 | 55 | 53 | +2   |                                                          |
| 8    | S. D. Sueca              | 31   | 30 | 12 | 7 | 11 | 48 | 51 | −3   |                                                          |
| 9    | C. D. Onda               | 30   | 30 | 13 | 4 | 13 | 54 | 54 | 0    |                                                          |
| 10   | C. F. Cullera            | 29   | 30 | 12 | 5 | 13 | 46 | 42 | +4   |                                                          |
| 11   | U. D. Alginet            | 27   | 30 | 11 | 5 | 14 | 47 | 59 | −12  |                                                          |
| 12   | Villarreal C. F.         | 27   | 30 | 10 | 7 | 13 | 49 | 51 | −2   |                                                          |
| 13   | Atlético Saguntino       | 26   | 30 | 10 | 6 | 14 | 44 | 56 | −12  |                                                          |
| 14   | Pego C. F.               | 24   | 30 | 8  | 8 | 14 | 42 | 61 | −19  |                                                          |
| 15   | C. D. Portuarios         | 18   | 30 | 7  | 4 | 19 | 38 | 80 | −42  |                                                          |
| 16   | U. D. Carcagente (D)     | 15   | 30 | 5  | 5 | 20 | 41 | 86 | −45  | Descenso a Regional                                      |

 Fuente: Fútbol Regional

### Grupo X
| Pos. | Equipo                       | Pts. | PJ | G  | E  | P  | GF | GC | Dif. | Clasificación                                            |
| ---- | ---------------------------- | ---- | -- | -- | -- | -- | -- | -- | ---- | -------------------------------------------------------- |
| 1    | Hércules C. F.               | 52   | 30 | 23 | 6  | 1  | 84 | 19 | +65  | Acceso a Promoción de ascenso para campeones de grupo    |
| 2    | Crevillente Industrial C. F. | 43   | 30 | 18 | 7  | 5  | 61 | 35 | +26  | Acceso a Promoción de ascenso para subcampeones de grupo |
| 3    | Imperial C. F.               | 39   | 30 | 16 | 7  | 7  | 64 | 40 | +24  |                                                          |
| 4    | Albacete Balompié            | 37   | 30 | 17 | 3  | 10 | 60 | 30 | +30  |                                                          |
| 5    | U. D. Cartagenera            | 31   | 30 | 11 | 9  | 10 | 64 | 46 | +18  |                                                          |
| 6    | C. D. Lorca                  | 30   | 30 | 10 | 10 | 10 | 42 | 44 | −2   |                                                          |
| 7    | C. D. Eldense                | 30   | 30 | 13 | 4  | 13 | 57 | 49 | +8   |                                                          |
| 8    | Orihuela Deportiva C. F.     | 30   | 30 | 12 | 6  | 12 | 48 | 50 | −2   |                                                          |
| 9    | Novelda C. F.                | 29   | 30 | 13 | 3  | 14 | 42 | 58 | −16  |                                                          |
| 10   | Cieza C. F.                  | 29   | 30 | 11 | 7  | 12 | 51 | 52 | −1   |                                                          |
| 11   | Rayo Ibense C. F.            | 29   | 30 | 13 | 3  | 14 | 51 | 61 | −10  |                                                          |
| 12   | Alicante C. F.               | 27   | 30 | 9  | 9  | 12 | 51 | 44 | +7   |                                                          |
| 13   | Callosa Deportiva C. F.      | 22   | 30 | 9  | 4  | 17 | 51 | 86 | −35  |                                                          |
| 14   | Águilas C. F.                | 21   | 30 | 8  | 5  | 17 | 47 | 77 | −30  |                                                          |
| 15   | C. D. Almoradí               | 16   | 30 | 6  | 4  | 20 | 36 | 71 | −35  |                                                          |
| 16   | Villajoyosa C. F. (D)        | 15   | 30 | 5  | 5  | 20 | 39 | 86 | −47  | Descenso a Regional                                      |

 Fuente: Fútbol Regional

### Grupo XI
| Pos. | Equipo                      | Pts. | PJ | G  | E | P  | GF | GC | Dif. | Clasificación                                            |
| ---- | --------------------------- | ---- | -- | -- | - | -- | -- | -- | ---- | -------------------------------------------------------- |
| 1    | C. D. Málaga                | 45   | 30 | 19 | 7 | 4  | 81 | 31 | +50  | Acceso a Promoción de ascenso para campeones de grupo    |
| 2    | Algeciras C. F.             | 43   | 30 | 19 | 5 | 6  | 60 | 25 | +35  | Acceso a Promoción de ascenso para subcampeones de grupo |
| 3    | R. B. Linense               | 42   | 30 | 19 | 4 | 7  | 74 | 39 | +35  |                                                          |
| 4    | C. D. Linares               | 36   | 30 | 17 | 2 | 11 | 73 | 36 | +37  |                                                          |
| 5    | C. D. Iliturgi              | 35   | 30 | 16 | 3 | 11 | 40 | 39 | +1   |                                                          |
| 6    | Atlético Malagueño          | 32   | 30 | 12 | 8 | 10 | 63 | 48 | +15  |                                                          |
| 7    | Adra C. F.                  | 30   | 30 | 13 | 4 | 13 | 57 | 47 | +10  |                                                          |
| 8    | Atlético Cordobés           | 29   | 30 | 13 | 3 | 14 | 51 | 55 | −4   |                                                          |
| 9    | Melilla C. F.               | 29   | 30 | 12 | 5 | 13 | 52 | 55 | −3   |                                                          |
| 10   | C. D. Ronda                 | 28   | 30 | 11 | 6 | 13 | 47 | 52 | −5   |                                                          |
| 11   | Recreativo Granada          | 27   | 30 | 12 | 3 | 15 | 53 | 57 | −4   |                                                          |
| 12   | Peñarroya-Pueblonuevo C. F. | 26   | 30 | 9  | 8 | 13 | 51 | 56 | −5   |                                                          |
| 13   | C. D. Antequerano           | 23   | 30 | 10 | 3 | 17 | 57 | 77 | −20  |                                                          |
| 14   | Guadix C. F. (D)            | 21   | 30 | 10 | 1 | 19 | 40 | 74 | −34  | Descenso a Regional                                      |
| 15   | C. D. Pozoblanco (D)        | 17   | 30 | 8  | 1 | 21 | 43 | 96 | −53  | Descenso a Regional                                      |
| 16   | Puente Genil C. F. (D)      | 17   | 30 | 7  | 3 | 20 | 28 | 83 | −55  | Descenso a Regional                                      |

 Fuente: Fútbol Regional

### Grupo XII
| Pos. | Equipo                            | Pts. | PJ | G  | E | P  | GF | GC | Dif. | Clasificación                                            |
| ---- | --------------------------------- | ---- | -- | -- | - | -- | -- | -- | ---- | -------------------------------------------------------- |
| 1    | Jerez C. D.                       | 46   | 30 | 22 | 2 | 6  | 73 | 25 | +48  | Acceso a Promoción de ascenso para campeones de grupo    |
| 2    | C. D. Puerto                      | 41   | 30 | 17 | 7 | 6  | 54 | 27 | +27  | Acceso a Promoción de ascenso para subcampeones de grupo |
| 3    | Recreatovo Portuense              | 37   | 30 | 15 | 7 | 8  | 76 | 36 | +40  |                                                          |
| 4    | Ayamonte C. F.                    | 36   | 30 | 15 | 6 | 9  | 50 | 39 | +11  |                                                          |
| 5    | La Palma C. F.                    | 35   | 30 | 17 | 1 | 12 | 60 | 43 | +17  |                                                          |
| 6    | Atlético Sanluqueño C. F.         | 33   | 30 | 14 | 5 | 11 | 45 | 41 | +4   |                                                          |
| 7    | Puerto Real C. F.                 | 33   | 30 | 13 | 7 | 10 | 53 | 44 | +9   |                                                          |
| 8    | Jerez Industrial C. F.            | 32   | 30 | 14 | 4 | 12 | 63 | 41 | +22  |                                                          |
| 9    | Bollullos C. F.                   | 31   | 30 | 12 | 7 | 11 | 43 | 43 | 0    |                                                          |
| 10   | S. D. Olímpica Valverdeña         | 28   | 30 | 12 | 4 | 14 | 61 | 69 | −8   |                                                          |
| 11   | U. B. Lebrijana (D)               | 26   | 30 | 10 | 6 | 14 | 42 | 60 | −18  | Descenso a Regional                                      |
| 12   | C. D. Riffien Jaddú               | 24   | 30 | 10 | 4 | 16 | 54 | 71 | −17  |                                                          |
| 13   | C. D. Utrera                      | 23   | 30 | 10 | 3 | 17 | 46 | 63 | −17  |                                                          |
| 14   | Barbate C. F.                     | 20   | 30 | 9  | 2 | 19 | 52 | 81 | −29  |                                                          |
| 15   | C. D. Victoria Puerto Santa María | 19   | 30 | 8  | 3 | 19 | 36 | 80 | −44  |                                                          |
| 16   | Atlético Morón Balompié (D)       | 16   | 30 | 5  | 6 | 19 | 31 | 76 | −45  | Descenso a Regional                                      |

 Fuente: Fútbol Regional

### Grupo XIII
| Pos. | Equipo                              | Pts. | PJ | G  | E  | P  | GF | GC | Dif. | Clasificación                                            |
| ---- | ----------------------------------- | ---- | -- | -- | -- | -- | -- | -- | ---- | -------------------------------------------------------- |
| 1    | Burgos C. F.                        | 42   | 30 | 19 | 4  | 7  | 72 | 28 | +44  | Acceso a Promoción de ascenso para campeones de grupo    |
| 2    | U. D. Salamanca                     | 41   | 30 | 17 | 7  | 6  | 80 | 27 | +53  | Acceso a Promoción de ascenso para subcampeones de grupo |
| 3    | S. D. Ponferradina                  | 39   | 30 | 14 | 11 | 5  | 58 | 35 | +23  |                                                          |
| 4    | C. D. Plasencia                     | 37   | 30 | 15 | 7  | 8  | 67 | 43 | +24  |                                                          |
| 5    | Atlético Zamora                     | 34   | 30 | 15 | 4  | 11 | 56 | 47 | +9   |                                                          |
| 6    | C. D. Cacereño                      | 33   | 30 | 13 | 7  | 10 | 65 | 54 | +11  |                                                          |
| 7    | S. D. Gimnástica Arandina           | 28   | 30 | 13 | 2  | 15 | 46 | 53 | −7   |                                                          |
| 8    | S. D. Hullera Vasco-Leonesa         | 28   | 30 | 13 | 2  | 15 | 61 | 80 | −19  |                                                          |
| 9    | C. D. Béjar Industrial              | 28   | 30 | 11 | 6  | 13 | 55 | 57 | −2   |                                                          |
| 10   | C. D. Astorga                       | 28   | 30 | 10 | 8  | 12 | 41 | 62 | −21  |                                                          |
| 11   | C. D. Juventud del Círculo Católico | 26   | 30 | 9  | 8  | 13 | 43 | 54 | −11  |                                                          |
| 12   | Atlético Palencia                   | 26   | 30 | 11 | 4  | 15 | 43 | 54 | −11  |                                                          |
| 13   | Recreativo Europa Delicias          | 25   | 30 | 10 | 5  | 15 | 47 | 53 | −6   |                                                          |
| 14   | Ciudad Rodrigo C. F.                | 23   | 20 | 10 | 3  | 7  | 49 | 86 | −37  |                                                          |
| 15   | C. D. San Pedro de Ponferrada       | 21   | 30 | 9  | 3  | 18 | 47 | 82 | −35  |                                                          |
| 16   | C. F. Júpiter Leonés                | 21   | 30 | 9  | 3  | 18 | 44 | 59 | −15  |                                                          |

 Fuente: Fútbol Regional
Notas:
1. ↑  El Atlético Palencia se fusionó con la S. D. Unión Castilla para formar el Palencia C. F..
2. ↑  El C. F. Júpiter Leonés había descendido pero recuperó su plaza para la siguiente temporada.

### Grupo XIV
| Pos. | Equipo                                  | Pts. | PJ | G  | E | P  | GF | GC | Dif. | Clasificación                                            |
| ---- | --------------------------------------- | ---- | -- | -- | - | -- | -- | -- | ---- | -------------------------------------------------------- |
| 1    | C. D. Manchego                          | 45   | 30 | 19 | 7 | 4  | 71 | 32 | +39  | Acceso a Promoción de ascenso para campeones de grupo    |
| 2    | C. F. Calvo Sotelo                      | 44   | 30 | 20 | 4 | 6  | 95 | 34 | +61  | Acceso a Promoción de ascenso para subcampeones de grupo |
| 3    | C. D. Villarrobledo                     | 41   | 30 | 17 | 7 | 6  | 77 | 31 | +46  |                                                          |
| 4    | S. D. Emeritense                        | 37   | 30 | 16 | 5 | 9  | 63 | 50 | +13  |                                                          |
| 5    | Alcázar C. F.                           | 36   | 30 | 16 | 4 | 10 | 59 | 46 | +13  |                                                          |
| 6    | Aranjuez C. F.                          | 35   | 30 | 16 | 3 | 11 | 65 | 56 | +9   |                                                          |
| 7    | Madrileño C. F.                         | 35   | 30 | 14 | 7 | 9  | 59 | 42 | +17  |                                                          |
| 8    | Manzanares C. F.                        | 31   | 30 | 14 | 3 | 13 | 69 | 66 | +3   |                                                          |
| 9    | Getafe Deportivo                        | 28   | 30 | 10 | 8 | 12 | 48 | 63 | −15  |                                                          |
| 10   | C. D. Toledo                            | 26   | 30 | 10 | 6 | 14 | 47 | 60 | −13  |                                                          |
| 11   | C. D. Don Benito                        | 24   | 30 | 9  | 6 | 15 | 50 | 64 | −14  |                                                          |
| 12   | C. D. Manufacturas Metálicas Madrileñas | 21   | 30 | 7  | 7 | 16 | 34 | 50 | −16  |                                                          |
| 13   | C. D. Guadalajara                       | 21   | 30 | 6  | 9 | 15 | 42 | 68 | −26  |                                                          |
| 14   | U. D. San Lorenzo                       | 21   | 30 | 8  | 5 | 17 | 47 | 70 | −23  |                                                          |
| 15   | R. C. D. Carabanchel (D)                | 18   | 30 | 6  | 6 | 18 | 34 | 71 | −37  | Descenso a Regional                                      |
| 16   | C. D. Leganés (D)                       | 17   | 30 | 7  | 3 | 20 | 36 | 93 | −57  | Descenso a Regional                                      |

 Fuente: Fútbol Regional

## Promoción de ascenso a Segunda División

### Equipos clasificados
Los siguientes equipos se clasificaron para la promoción de ascenso a Segunda División:
En negrita se indican los equipos que ascendieron a Segunda División.
| Grupo I          | Grupo II            | Grupo III                    | Grupo IV              | Grupo V       |
| ---------------- | ------------------- | ---------------------------- | --------------------- | ------------- |
| 1º Pontevedra CF | 1º Caudal Deportivo | 1º Arenas Club               | 1º San Sebastián CF   | 1º UD Amistad |
| 2º Arsenal CF    | 2º CP La Felguera   | 2º Gimnástica de Torrelavega | 2º Real Unión de Irún | 2º Arenas SD  |

| Grupo VI         | Grupo VII           | Grupo VIII              | Grupo IX                 | Grupo X                      |
| ---------------- | ------------------- | ----------------------- | ------------------------ | ---------------------------- |
| 1º CD Hospitalet | 1º UD Figueras      | 1º CD Manacor           | 1º CD Olímpico de Játiva | 1º Hércules CF               |
| 2º CD Manresa    | 2º CD Fabra y Coats | 2º CD Atlético Baleares | 2º CD Castellón          | 2º Crevillente Industrial CF |

| Grupo XI        | Grupo XII    | Grupo XIII      | Grupo XIV          |
| --------------- | ------------ | --------------- | ------------------ |
| 1º CD Málaga    | 1º Jerez CD  | 1º Burgos CF    | 1º CD Manchego     |
| 2º Algeciras CF | 2º CD Puerto | 2º UD Salamanca | 2º CF Calvo Sotelo |

|  | Clasificado para la Promoción de campeones de grupo ( si obtuvo el ascenso)                          |
|  | Clasificado para la Promoción de subcampeones de grupo y de segunda división ( si obtuvo el ascenso) |

### Equipos ascendidos
Los siguientes equipos ascendieron a Segunda División:
| - Hércules Club de Fútbol | - Club Deportivo Málaga | - Pontevedra Club de Fútbol | - San Sebastián Club de Fútbol | - Club Deportivo Castellón | - Unión Deportiva Salamanca |